# Gonomyia (Gonomyia) gemula
Gonomyia (Gonomyia) gemula is een tweevleugelige uit de familie steltmuggen (Limoniidae). De soort komt voor in het Neotropisch gebied.